# Chasmatophyllum willowmorense
Chasmatophyllum willowmorense är en isörtsväxtart som först beskrevs av L. Bol., och fick sitt nu gällande namn av L. Bol. Chasmatophyllum willowmorense ingår i släktet Chasmatophyllum och familjen isörtsväxter. Inga underarter finns listade i Catalogue of Life.